# إيما فورستر
إيما فورستر (بالإنجليزية: Emma Forster)‏ هي سيدة أعمال أسترالية، ولدت في 1976.